# Roy Hammer
Roy Hammer & die Pralinées ist eine Schlager- und Oldie-Band aus Frankfurt am Main, die 1996 von dem Sänger Roy Hammer, dem Gitarristen Billy sowie Lasagno, Senor Mezzaluna, Doktor Gottlieb Böhm und Suzi Wong gegründet wurde. Im Februar 1997 kam die holländische Sängerin Trude Blume aus Rotterdam als zusätzliche Frontfrau dazu. Die Band ist vornehmlich im Rhein-Main-Gebiet bekannt und aktiv. Zu ihrem Repertoire gehören Schlager aus den 1960er, 1970er und 1980er Jahren sowie Neue Deutsche Welle.

## Geschichte
Anfang 1996 trafen sich fünf Frankfurter Musiker, um aus Spaß an der Freude für einige Auftritte einfach mal „deutsche Schlager“ zu spielen. Ihr Debüt gaben sie im Herbst 1996 im ausverkauften Frankfurter Sinkkasten. Es folgten Auftritte auf diversen Großveranstaltungen wie „Sound of Frankfurt“, „Grand Prix der guten Laune“ oder „Hessentag“.
Im Winter 1997 veröffentlichten sie ihre erste selbst komponierte Single Was kostet denn das Bier, wenn der Euro kommt?, welche von EMI-Electrola vermarktet wurde. Ergebnis waren zahlreiche Fernseh- und Hörfunk-Auftritte, z. B. in ARD, RTL, HR3 und Sat.1, was zu überregionaler Bekanntheit führte.
Auf der Open-Air-Veranstaltung „Tanz in den Mai“ auf der Frankfurter Woogwiese am 30. April 1999 wurde das Live-Album Der Mai ist gekommen Live-99 produziert.
Im Jahr 2000 wurde die Single Auf los geht’s los im Vertrieb von Koch International veröffentlicht, welche am Wettbewerb „Grand Prix der guten Laune“ teilnahm und im Sampler Baller-Knaller aufgenommen wurde.
Das zweite Live-Album Ein Geschenk nur für Dich! wurde am 30. April 2001 ebenfalls auf der Ginnheimer Woogwiese im Mai mit 3.000 Fans aufgenommen.
Bei der dritten Live-CD Volltreffer wurde Schlager unplugged (so auch der Untertitel) am 23. November 2003 im Neu-Isenburger Lokal „Treffpunkt“ hergestellt, hiermit die erste Schlager-Interpretation mit „ausgestöpselten“ akustischen Instrumenten.
Am 18. November 2006 wurde das zehnjährige Bandjubiläum mit 2.000 Gästen in der ausverkauften Hugenottenhalle in Neu-Isenburg gefeiert.
Heute geben sie jährlich mehr als einhundert Live-Auftritte überwiegend im Rhein-Main-Gebiet.

## Diskografie
- 1997: Was kostet denn das Bier, wenn der Euro kommt? (Maxi-CD)
- 1999: Der Hammer-Mix (DJ Magic)
- 1999: Der Mai ist gekommen – Live 99
- 2000: Baller-Knaller
- 2001: Eine Geschenk nur für Dich
- 2003: Volltreffer – Schlager unplugged
- 2010: Wo sind die Hände?